# Hegguru, Tirumakudal Narsipur
Hegguru là một làng thuộc tehsil Tirumakudal Narsipur, huyện Mysore, bang Karnataka, Ấn Độ.